# Weißenhorn
Weißenhorn – miasto w Niemczech, w kraju związkowym Bawaria, w rejencji Szwabia, w regionie Donau-Iller, w powiecie Neu-Ulm. Leży około 15 km na południowy wschód od Neu-Ulm, nad rzeką Roth.
Miasto jest końcowym punktem linii kolejowej Senden – Weißenhorn.

## Dzielnice
W skład miasta wchodzą następujące dzielnice:
- Attenhofen
- Biberachzell
- Bubenhausen
- Emershofen
- Grafertshofen
- Hegelhofen
- Oberhausen
- Oberreichenbach
- Unterreichenbach
- Wallenhausen

## Polityka
Burmistrzem miasta jest bezpartyjny Wolfgang Fendt, rada miasta składa się z 24 osób.
|      | CSU | SPD | WÜW | Zieloni | Weißenhorner ÜW | Razem |
| 2008 | 11  | 7   | -   | -       | 6               | 24    |
| 2002 | 11  | 7   | 5   | 1       | -               | 24    |

## Osoby urodzone w Weißenhornie
- Sebastian Sailer, kaznodzieja

## Galeria

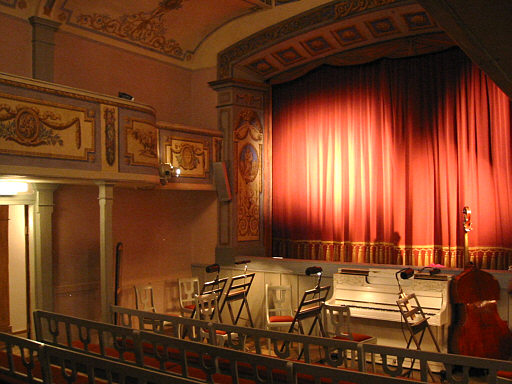
Teatr Miejski
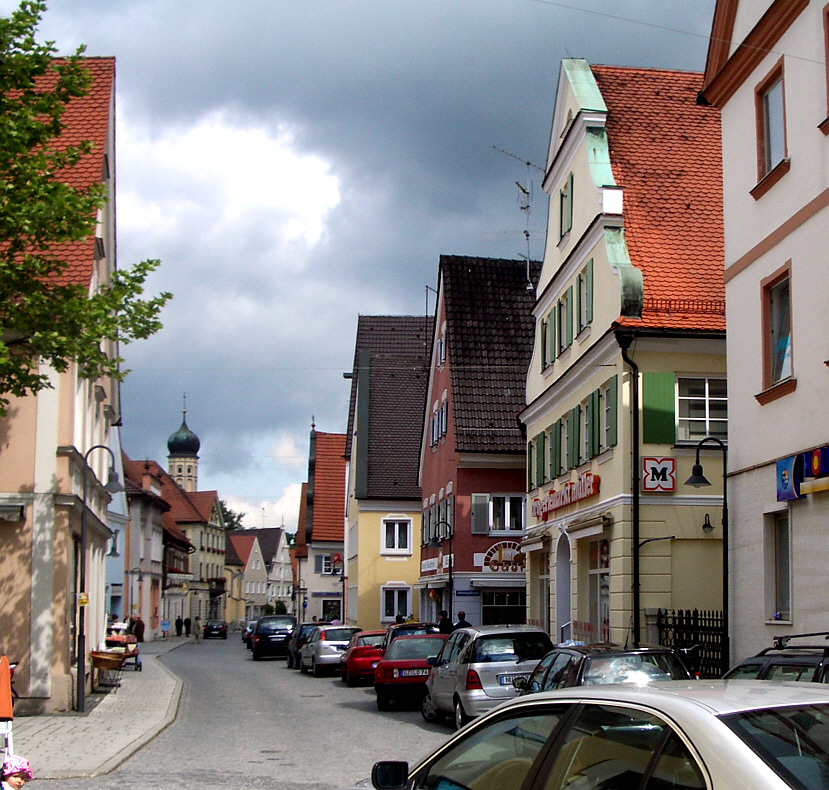
Ulica Hauptstraße
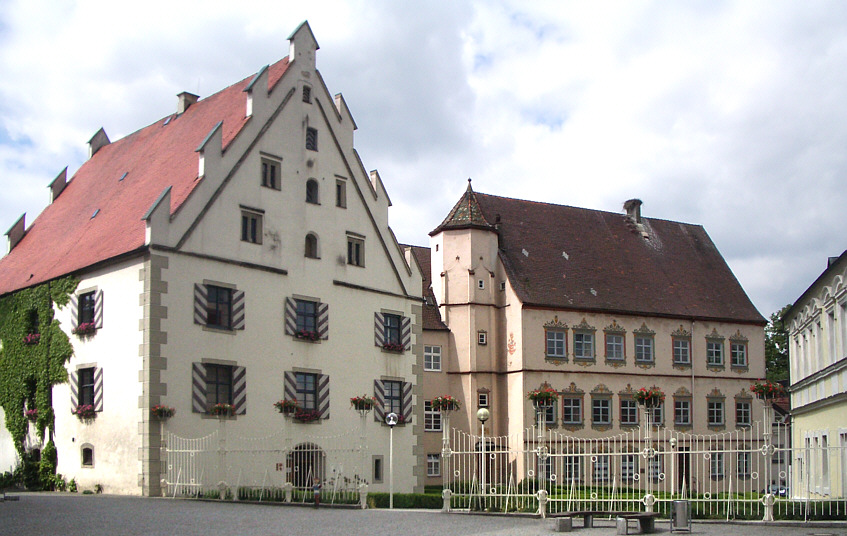
Dawny zamek, obecnie ratusz